# Montparnasse
Montparnasse er et område i den sydlige del af Paris i Frankrig, på den venstre side af Seinen, der er centreret om krydset mellem Boulevard du Montparnasse og Rue de Rennes, mellem Rue de Rennes og boulevard Raspail. Montparnasse har været en del af Paris siden 1669.
Området har givet navn til:
- Stationen Gare Montparnasse: tog til Bretagne, TGV til Rennes, Tours, Bordeaux, Le Mans; genopført som moderne TGV-station;
- Dens store Montparnasse – Bienvenüe métro station
- Cimetière du Montparnasse: kirkegården Montparnasse, hvor en lang række kendte personer ligger begravet, heriblandt Charles Baudelaire, Constantin Brâncuși, Jean-Paul Sartre, Simone de Beauvoir, Man Ray, Samuel Beckett, Serge Gainsbourg og Susan Sontag
- Tour Montparnasse, en skyskraber

Institut Pasteur ligger i Montparnasse. Under gaderne ligger tunnelerne hvor Katakomberne i Paris findes.
Studenter, der kom til de bakkede område i 1600-tallet, navngav det efter "Parnassos", der var hjem for de ni muser for kunst og videnskab i den græske mytologi.
Bakken blev udjævnet ved etableringen af Boulevard Montparnasse i 1700-tallet. Under den franske revolution åbnede mange dansehaller og kabareter.
Området er også kendt for sine mange caféer og barer, som bl.a. bretonske restauranter, der serverer crêpes (tynde pandekager), og som ligger tæt ved Gare Montparnasse, og Le Dôme Café, hvor mange kunstnere, forfattere og lign. mødtes i starten af 1900-tallet.